# 나화랑

## 작곡한 노래
- 1942년 <청춘번지>
- 1956년 <청포도 사랑>
- 1956년 <잘 있거라 황진이>
- 1957년 <하늘의 황금마차>
- 1958년 <노들강 뱃사공>
- 1958년 <청춘의 삼색깃발>
- 1960년 <무너진 사랑탑>
- 1960년 <울리는 경부선>
- 1964년 <이국땅>
- 1965년 <이별의 설움>
- 1966년 <나룻배 푸념>
- 1966년 <님의 눈물>
- 1967년 <모래성>
- 1967년 <눈물의 구포다리>